# Amitis
Amitis (en grec, Amytis, Ἄμυτις; en persa antic, * Umati) fou una princesa aquemènida, filla de Xerxes I de Pèrsia i Amestris i germana d'Artaxerxes I. Fou donada en matrimoni al noble Megabizos i mare d'Aquèmenes. Megabizos la va acusar d'adulteri (465 aC) i Xerxes I la reprendre severament, però ella va declarar no ser culpable; en aquests moments Xerxes fou assassinat. Després d'això Megabizos, buscant el càstig de la seva dona, es va aliar amb Astrapanos, el principal conspirador, però finalment va revelar el complot. Megabizos va resultar seriosament ferit en la lluita que va seguir entre els conspiradors i les forces del rei, lluita en la qual Amitis va resultar també ferida, però es va salvar mercès a les atencions del metge Apol·lònides de Cos.
Cap al 445 aC Megabizos inicià una revolta força existosa a Síria contra Artaxerxes I. Inicialment, es mantingué fidel al rei i no prengué part en l'assumpte. No obstant això, ella, la seva mare Amestris i el sàtrapa Artarius participaren en les negociacions per la reconciliació entre Megabizos i Artaxerxes I de Pèrsia, resultant tot un èxit. No obstant això, Megabizos caigué en desgràcia a cort i fou castigat a l'exili al Golf Pèrsic, lloc on romangué cinc anys. Després d'aquest temps, gràcies, de nou, a la intervenció d'Amitis i Amestris fou readmès a la cort.
A la mort de Megabizos, Amitis va tenir alguns amants entre ells Apol·lònides de Cos; aquests afers els va portar en secret però finalment un dia va revelar el fet a la seva mare Amastris que en va informar al rei. Artaxerxes va fer agafar a Apol·lònides i el va carregar de cadenes durant dos mesos. Finalment, el va fer enterrar viu just el dia que Amitis va morir, sembla que a Egipte.